# Phuentsholing
Phuentsholing (alternativt Phuntsholing) och ཕུན་ཚོགས་གླིང་ på det tibetoburmanska språket dzongkha, är en stad i sydvästra Bhutan, vid gränsen mot Indien. Den är administrativt centrum i distriktet Chukha, och är med sina lite mer än 20 000 invånare landets näst största stad. Phuentsholing är jämte huvudstaden Thimphu, som ligger 7 mil längre norrut, landets industriella och finansiella centrum. Staden är en knutpunkt för landets transporter och har anslutning till det indiska järnvägsnätet och kan sägas utgöra porten till Bhutan.
Staden utgör del i både Phuentsholing gewog och Sampheling gewog. Den lokala ekonomin blomstrar, framför allt grund av ett gott handelssamarbete med den indiska staden Jaigaon. I Phuentsholing finns huvudkontoret för Bhutans nationalbank, liksom Indiens generalkonsulat i Bhutan. Klostren Kharbandi Goenpa, Tshamdrak Goenpa, Rinchending och Pagar Goenpa samt det lilla templet Zangto Pelri Lhakhang brukar nämnas bland sevärdheterna. Kharbandi Goenpa tillhör nymodigheterna och grundades 1967, medan Pagar Goenpa uppfördes redan 1707.
Templet Zangto Pelri Lhakhang uppfördes på 1990-talet av Dasho Aku Thongmi, som är mest känd som textförfattaren bakom Bhutans nationalsång, Druk tsendhen ("Åskdrakens kungadöme").
Floden Torsa Chhu flyter förbi staden och kallas lokalt Amu Chu på sin väg till Brahmaputra.
Staden har ingen egen flygplats, men det finns fem flygplatser någorlunda nära Phuentsholing. Den närmaste ligger 6 mil söder om staden, i Indien, och heter Cooch Behar Airport.

## Historia
De första betongbyggnaderna i staden byggdes i slutet av 1950-talet på initiativ av dåvarande regeringschefen Jigme Dorji. Dessförinnan var Phuentsholing knappast att betrakta som en stad. Den första femårsplanen antogs 1961 samtidigt som Phuentsholing-Thimphu National Highway byggdes. 
Den 5 april 1964 mördades den bhutanske regeringschefen och reformatören Jigme Dorji i Phuentsholing av anhängare till kungafamiljen.

## Fotnoter
1. ↑  Gewog är en administrativ indelning i Bhutan, som närmast motsvarar kommunindelning.